# Kościół Podwyższenia Krzyża Świętego w Koźmińcu
Kościół pw. Podwyższenia Krzyża Świętego – zabytkowy, neogotycki, katolicki kościół filialny znajdujący się w Koźmińcu w gminie Dobrzyca. 
Świątynia pochodzi z końca XIX wieku i była pierwotnie kościołem ewangelickim (parafia protestancka została utworzona w 1876). Od 1947 kościół filialny parafii katolickiej z Nowej Wsi. Obiekt ceglany, z wysoką wieżą (zegar) krytą dachem dwuspadowym z bocznymi szczytami. Wejście przez podcień o dwóch arkadach z trójkątnym naczółkiem. Boczne ściany wzmocnione przez szkarpy. Witraże z postaciami świętych. Wyposażenie neogotyckie. Na łuku, przed prezbiterium postacie apostołów. Sklepienie gwiaździste nad prezbiterium. Nad ołtarzem głównym witraż w kształcie rozety. Sufit drewniany. Obrazy przedstawiające św. Annę i ukrzyżowanie Jezusa. Chór z organami z końca XIX wieku. Zegar na wieży nie funkcjonuje - mechanizm jest tak skonstruowany, że do jego działania potrzebne są dwa dzwony, z których jeden zabrano w 1947 do kościoła parafialnego w Nowej Wsi. Obok kościoła niezamieszkana, niszczejąca pastorówka z początku XX wieku.

## Galeria

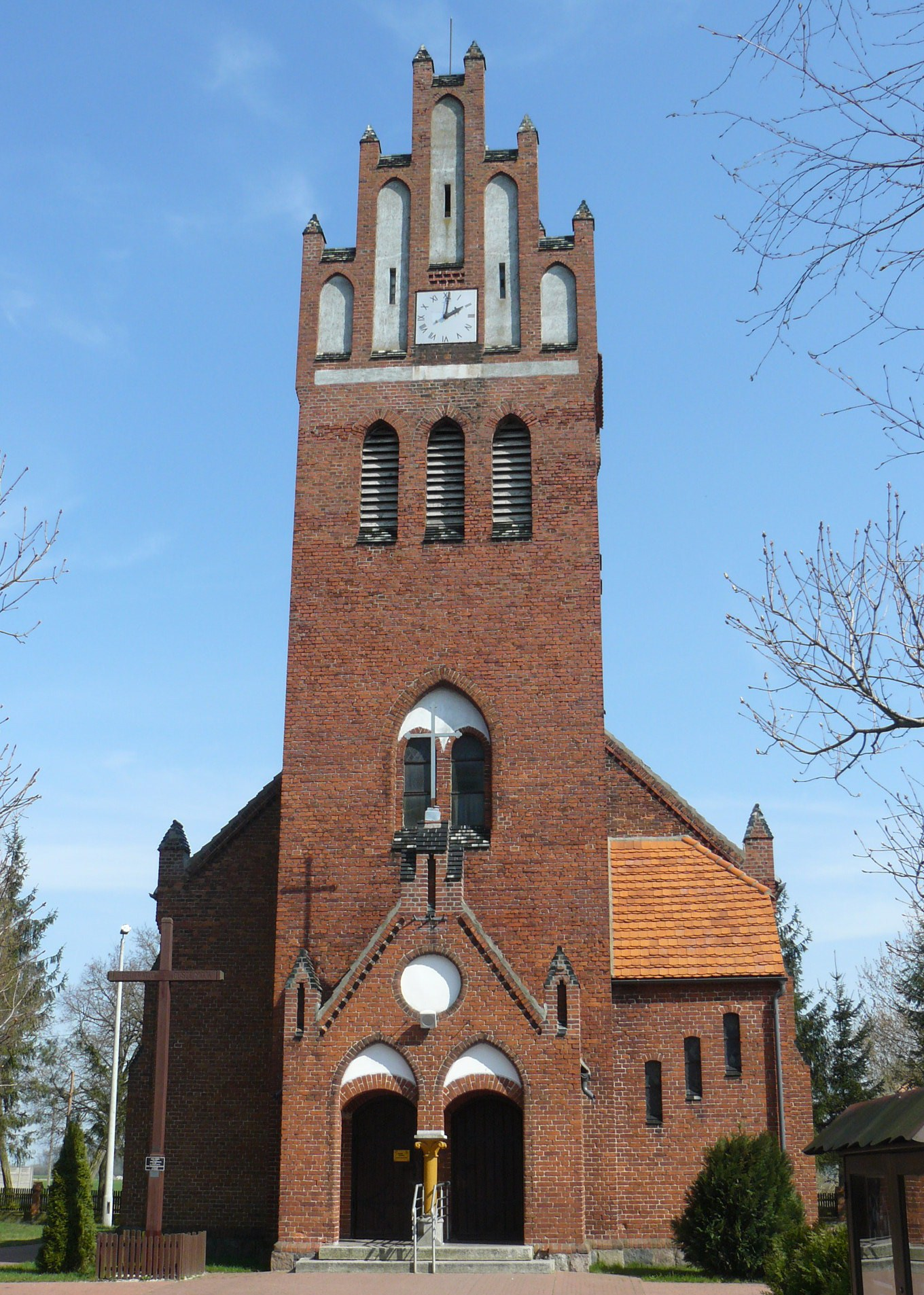
Wieża i wejście
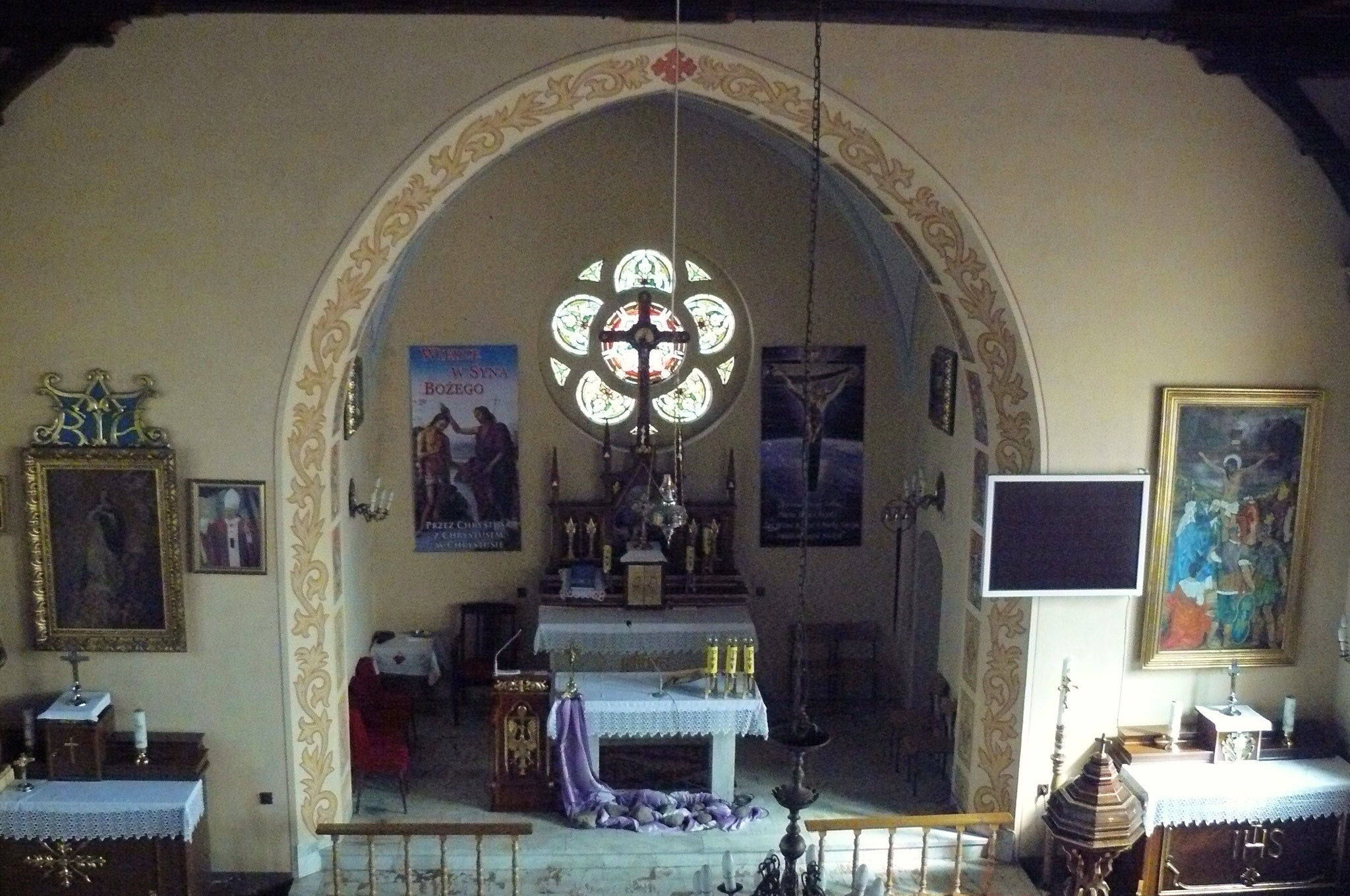
Ołtarz
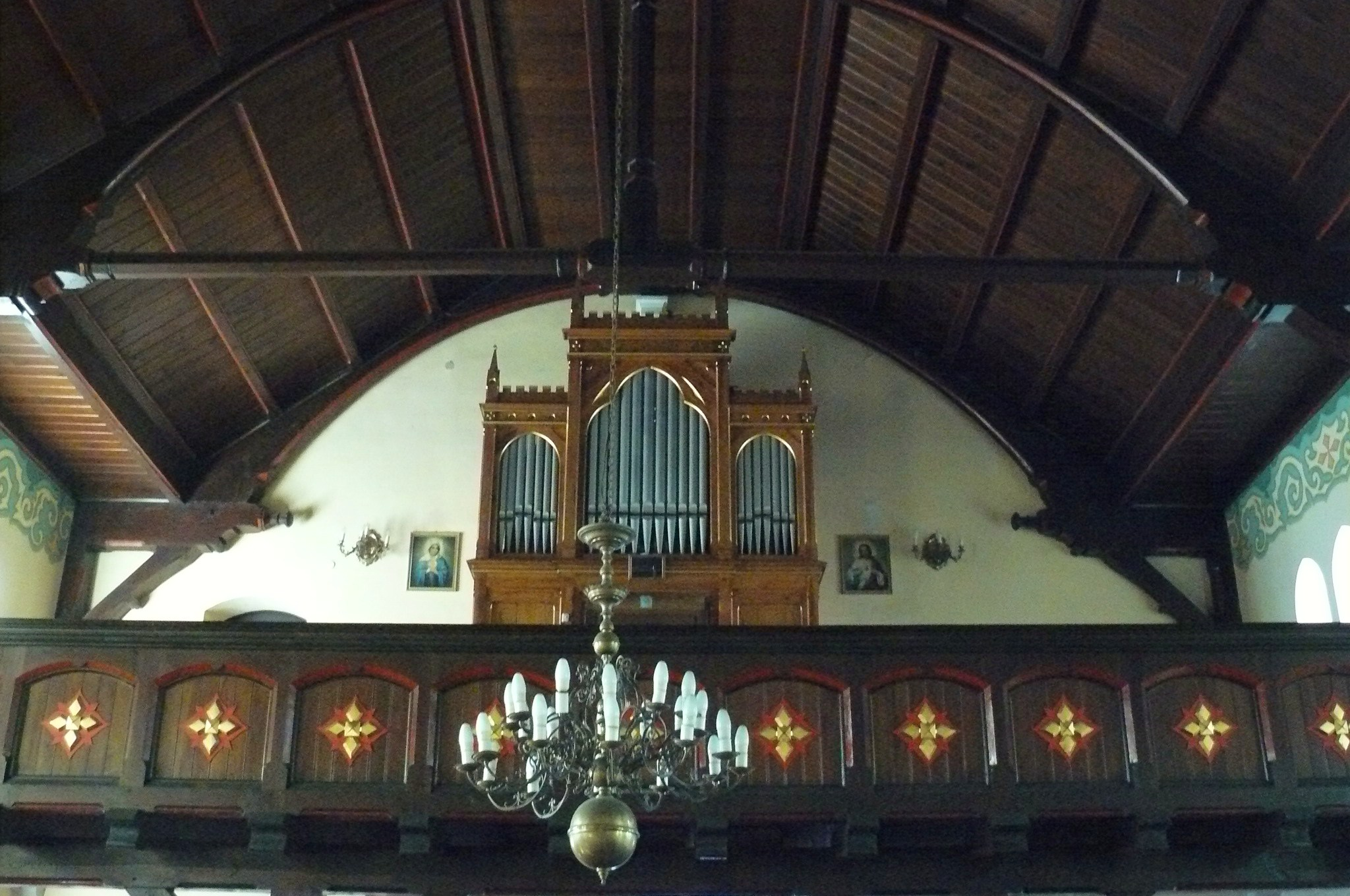
Organy